# Fesångsmyg
Fesångsmyg (Gerygone palpebrosa) är en fågel i familjen taggnäbbar inom ordningen tättingar.

## Utseende
Fesångsmygen är en liten och enfärgad fågel med tunn näbb. Ovansidan är gråbrun med grön anstrykning och undersidan gul. Hanen har en tydlig vit teckning från näbbroten till hakan som hos honan är begränsat till en ljus fläck på tygeln.

## Utbredning och systematik
Fesångsmyg delas in i sex underarter:
- palpebrosa-gruppen
  - Gerygone palpebrosa palpebrosa – förekommer på nordvästra Nya Guinea samt Aruöarna, Waigeo, Misool och Salawati
  - Gerygone palpebrosa wahnesi – förekommer på ön Yapen och norra Nya Guinea
  - Gerygone palpebrosa inconspicua – förekommer på sydöstra Nya Guinea (västerut till övre Fly River)
  - Gerygone palpebrosa tarara – förekommer på södra Nya Guinea (Moorhead River till mynningen av Fly River)
  - Gerygone palpebrosa personata – förekommer i norra Queensland (Kap Yorkhalvön)
- Gerygone palpebrosa flavida – förekommer i östra Queensland (Burdekin River till omkring Maryborough)

Underarten inconspicua inkluderas ofta i nominatformen.

## Levnadssätt
Fesångsmygen bebor subtropiska fuktiga skogar och mangroveträsk. Där ses den oftast i kanter och intilliggande miljöer.

## Status och hot
Arten har ett stort utbredningsområde, men tros minska i antal, dock inte tillräckligt kraftigt för att den ska betraktas som hotad. Internationella naturvårdsunionen IUCN listar arten som livskraftig (LC).

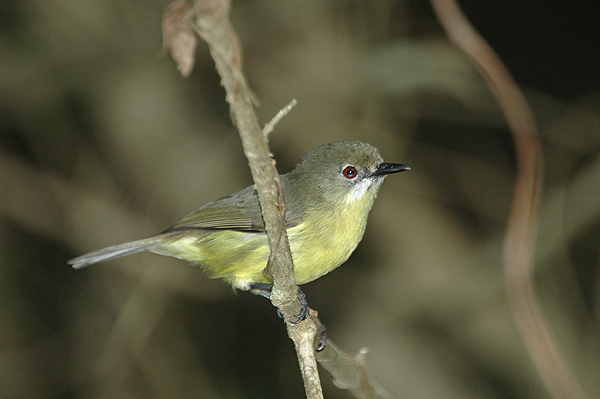
Hona